# Aleiodes antananarivoensis
Aleiodes antananarivoensis är en stekelart som beskrevs av Roy D. Shenefelt 1975. Aleiodes antananarivoensis ingår i släktet Aleiodes och familjen bracksteklar. Inga underarter finns listade i Catalogue of Life.